# 대니얼 레터리
다니엘 레터리(Daniel Letterle, 1979년 5월 1일 ~ )는 미국의 배우, 텔레비전 배우이다.

## 영화
- 에단 그린의 특별한 인생 (2005년)
- 캠프 (2003년)